# Żądze i pieniądze
Żądze i pieniądze (ang. Lay the Favorite) – amerykańska komedia kryminalna z 2012 roku w reżyserii Stephena Frearsa na podstawie wspomnień Beth Raymer. Wyprodukowany przez Cheetah Vision, Random House Films i The Weinstein Company.
Światowa premiera filmu miała miejsce 21 stycznia 2012 roku podczas Festiwalu Filmowego w Sundance. W Polsce premiera filmu odbyła się 23 listopada 2012 roku.

## Fabuła
Beth (Rebecca Hall) jest striptizerką na Florydzie, ale chce zmienić swoje życie. Żywiołowa dziewczyna rzuca więc wszystko i jedzie szukać szczęścia w Las Vegas. Chce tam robić karierę, chociaż jeszcze nie wie, jaką. Wkrótce okazuje się, że ma niezwykłą pamięć do liczb, co w połączeniu z urodą i wdziękiem zapewnia jej pracę w kasynie. Zatrudnia ją zawodowy gracz Dink (Bruce Willis), spec od zakładów bukmacherskich. Jest nową pracownicą coraz bardziej zauroczony, co nie podoba się jego szaleńczo zazdrosnej żonie Tulip (Catherine Zeta-Jones). Wkrótce w życiu Beth pojawia się też Jeremy (Joshua Jackson) - facet początkowo na jedną noc, z którym zaczyna ją jednak łączyć coś więcej niż seks. Całe to towarzystwo wplątuje się w kryminalną intrygę, której stawką jest wielkie bogactwo albo... więzienie.

## Obsada
- Bruce Willis jako Dink Heimowitz
- Catherine Zeta-Jones jako Tulip Heimowitz
- Rebecca Hall jako Beth Raymer
- Joshua Jackson jako Jeremy
- Vince Vaughn jako Rosie
- Laura Prepon jako Holly
- John Carroll Lynch jako Dave Greenberg
- Corbin Bernsen jako Jerry Raymer
- Frank Grillo jako Franky